# Anolis sulcifrons
Espèce
Synonymes
- Norops sulcifrons (Cope, 1899)

Anolis sulcifrons est une espèce de sauriens de la famille des Dactyloidae. 

## Répartition
Cette espèce est endémique de Colombie.

## Publication originale
- Cope, 1899 : Contributions to the herpetology of New Grenada and Argentina, with descriptions of new forms. The Philadelphia Museums Scientific Bulletin, no 1, p. 1-19 (texte intégral).